# Futuro

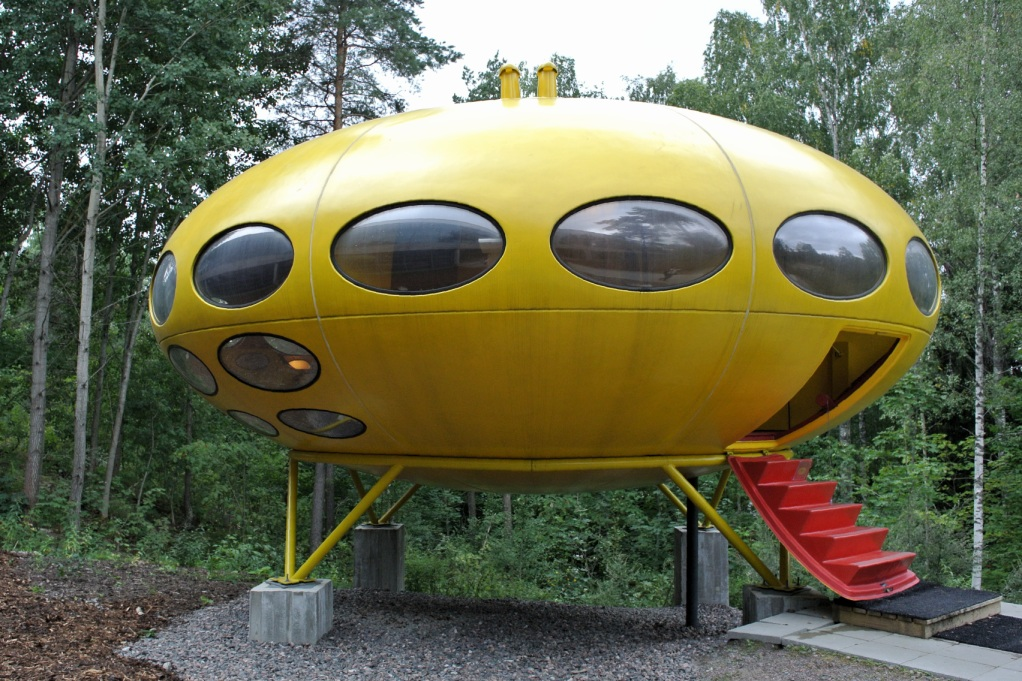
Một ngôi nhà Futuro ở Bảo tàng Nghệ thuật Hiện đại Espoo, Phần Lan.

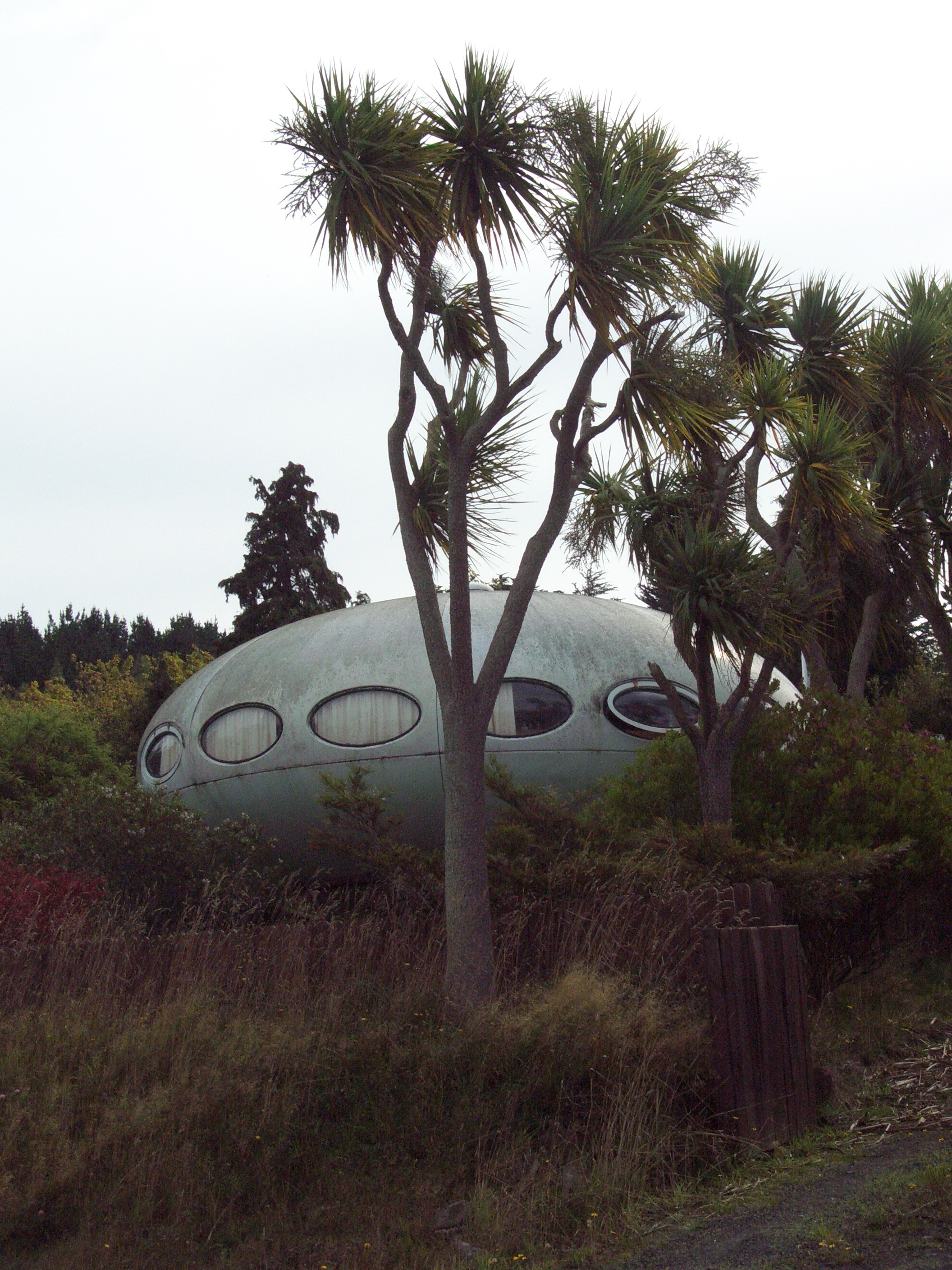
Một ngôi nhà Futuro ở Warrington, New Zealand.

Futuro hoặc Nhà Futuro, là một ngôi nhà được đúc sẵn, do Matti Suuronen thiết kế, trong đó có ít nhất 100 ngôi nhà được xây dựng vào cuối những năm 1960 và đầu những năm 1970. Hình dạng của chúng làm gợi nhớ đến một chiếc đĩa bay, và cửa vào khoang máy bay của công trình đã làm cho những ngôi nhà này được các nhà sưu tầm ra sức tìm kiếm. Futuro được chế tạo từ nhựa polyester gia cường sợi thủy tinh, polyester-polyurethane, và poly (methylmethacrylate), cao 4 mét (13 feet) và đường kính 8 mét (26 feet).

## Lịch sử
Ngôi nhà Futuro là một sản phẩm của Phần Lan sau chiến tranh, phản ánh niềm tin của thời đại về công nghệ, sự chinh phục không gian, tăng trưởng kinh tế chưa từng thấy và tăng thời gian giải trí. Nó được Suuronen thiết kế như một cabin trượt tuyết sẽ "nhanh nóng và dễ xây dựng ở địa hình gồ ghề". Kết quả cuối cùng là một ngôi nhà dễ di dời trên toàn cầu có khả năng nhân rộng hàng loạt và ở được hầu hết mọi môi trường.

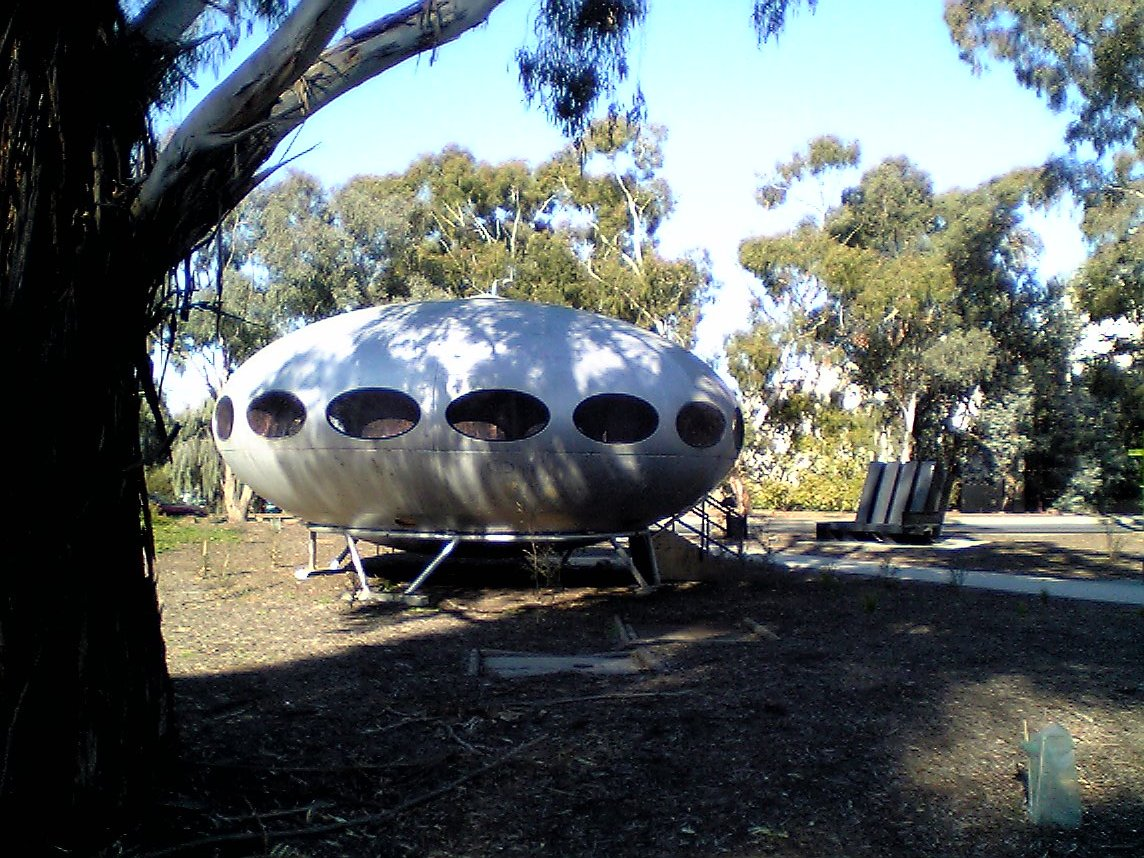
Nhà Futuro tại trường Đại học Canberra, Úc

Các vật liệu được lựa chọn cho dự án này — nhựa polyester gia cường sợi thủy tinh — đã quen thuộc với Suuronen và trước đây được đưa vào sử dụng trong thiết kế của một mái vòm bằng nhựa lớn cho mái của một silo chứa hạt gạo ở Seinäjoki. Để tạo thuận lợi cho việc vận chuyển, ngôi nhà bao gồm 16 phần được gắn lại với nhau để tạo thành sàn và mái nhà. Dự án có thể được xây dựng tại chỗ, hoặc tháo dỡ và lắp ráp lại tại khuôn viên trong hai ngày, hoặc thậm chí được vận chuyển từng mảnh bằng máy bay trực thăng đến địa điểm này. Sự cần thiết duy nhất trên địa điểm cho vị trí của nó là bốn trụ bê tông, do đó, dự án có thể ở được hầu hết bất cứ địa hình nào. Do cách nhiệt polyurethane tích hợp và hệ thống sưởi bằng điện, ngôi nhà có thể được làm nóng tới nhiệt độ thoải mái chỉ trong ba mươi phút, từ -29 đến 15 °C (-20 đến 60 °F).
Đến giữa những năm 1970, ngôi nhà đã bị đưa ra khỏi thị trường. Ngay từ đầu, nó đã vấp phải ác cảm của công chúng. Futuro đầu tiên được dựng lên gần Hồ Puulavesi ở Phần Lan đã gợi lên phản đối của dư luận vì nó trông quá mất tự nhiên đối với môi trường thôn quê. Ngay tại Mỹ, nhà Futuro bị cấm từ nhiều đô thị theo quy chế quy hoạch. Các ngân hàng miễn cưỡng tài trợ cho chúng. Một số bị phá hoại. Một số khách hàng đã cam kết mua lại chúng và bị mất tiền đặt cọc không hoàn lại 1.000 đô la. Một số đã bị phá hủy. Năm 1999, thành phố Tampa đã ra lệnh phá hủy một chiếc Futuro. Không lâu sau khi chuyển giao thế kỷ, một ngôi nhà Futuro đã được mua trên Bãi biển Broadkill, Delaware, và bị phá hủy để nhường chỗ cho một ngôi nhà mô-đun hai chiều. Một số đã bị phá hoại trong các vụ nổ súng. Cuộc khủng hoảng dầu mỏ năm 1973 đã tăng gấp 3 lần giá xăng và làm cho việc sản xuất nhựa trở nên đắt hơn. Có tới gần 100 ngôi nhà Futuro được làm ra và người ta ước tính rằng ngày nay khoảng 60 ngôi nhà Futuro nguyên thủy còn tồn tại, chủ yếu là do các cá nhân sở hữu. The Nguyên mẫu (số sê-ri 000) nằm trong bộ sưu tập của Bảo tàng Boijmans Van Beuningen ở Rotterdam, Hà Lan. Futuro số 001, Futuro duy nhất khác hiện đang trong một bộ sưu tập công cộng, thuộc sở hữu của Trung tâm Triển lãm WeeGee ở Espoo, Phần Lan.
Một nghệ sĩ người Anh, Craig Barnes, đã mua lại và khôi phục nhà Futuro vào năm 2013 – 2014. Anh đã phát hiện ra tàn tích này khi đang đi nghỉ ở Nam Phi và nó đã được chuyển về Anh trước khi bắt đầu phục hồi. Ngôi nhà Futuro — ngôi nhà duy nhất ở Anh — được trưng bày cho công chúng như là một phần của một cuộc triển lãm trên tầng thượng của một Phòng trưng bày Đông Luân Đôn (cho đến tháng 12 năm 2014); ngôi nhà được giới thiệu trong loạt phim thứ tư của chương trình George Clarke's Amazing Spaces (tập 2) trên kênh Channel 4.

## Tài liệu về nhà Futuro

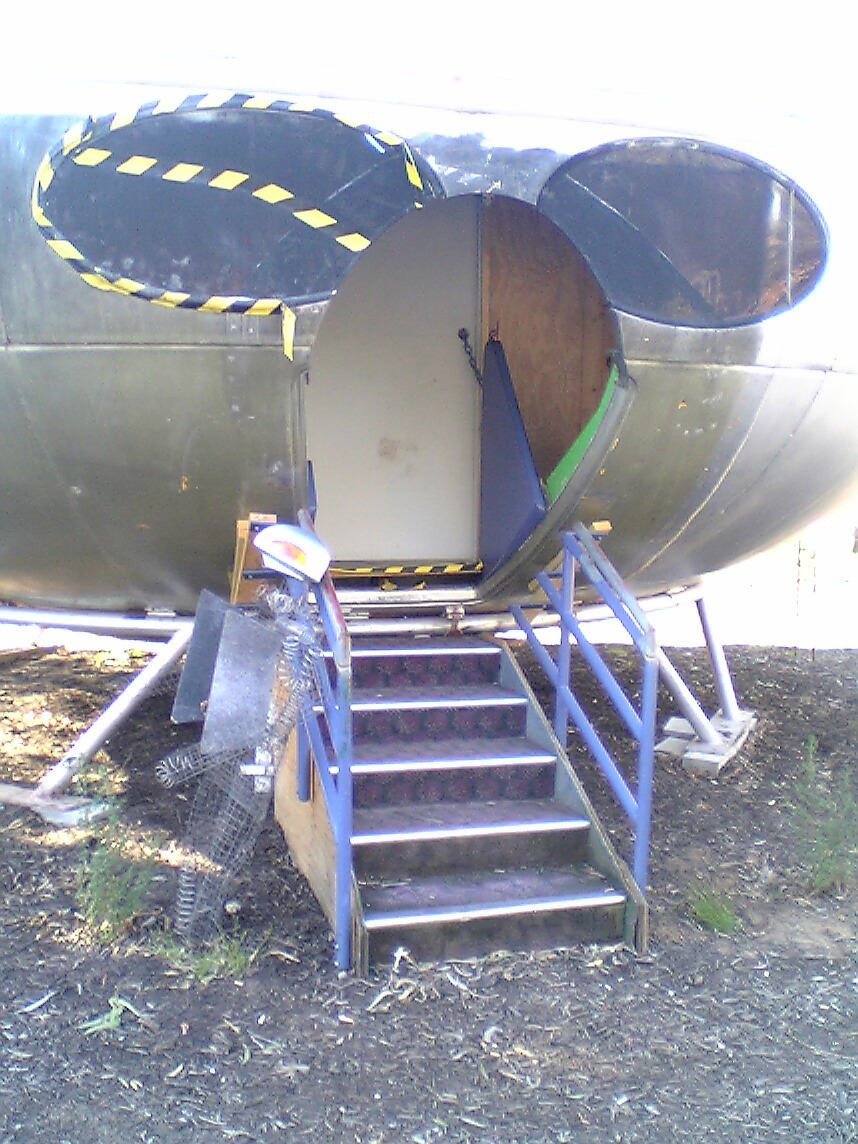
Cửa vào Nhà Futuro tại Đại học Canberra, đang được bảo tồn.

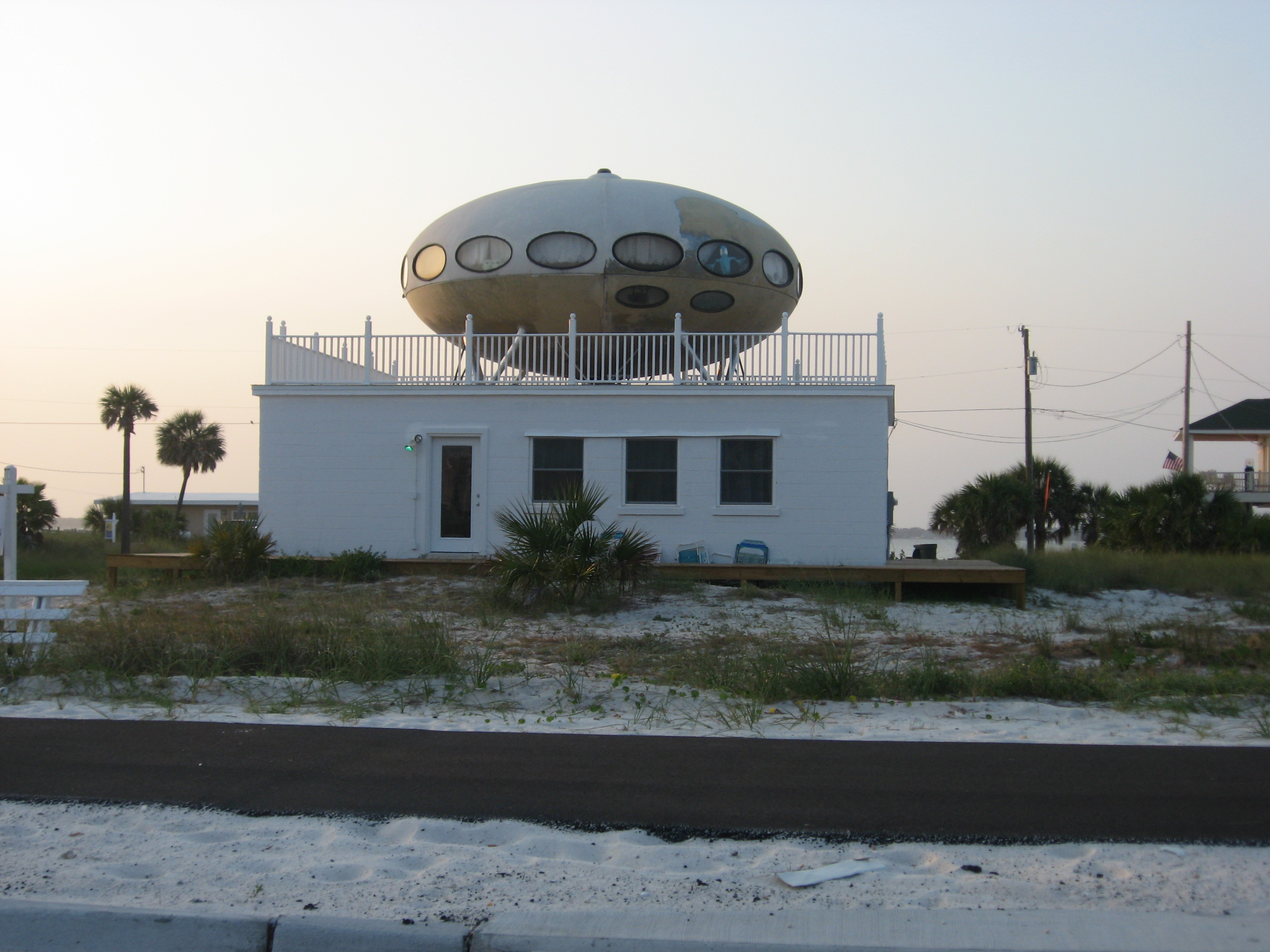
Futuro ở Bãi biển Pensacola, Florida